# Brooks Building
El Brooks Building es un rascacielos histórico en el núcleo comercial de Chicago, el Loop. Fue construido entre 1909 y 1910, en el estilo arquitectónico de la Escuela de Chicago. Un ejemplo temprano de edificio de gran altura con estructura de acero, la estructura fue encargada por Peter Brooks y Shepard Brooks y diseñada por los arquitectos William Holabird y Martin Roche de Holabird & Roche. El edificio fue designado Monumento Histórico de Chicago el 14 de enero de 1997. También se determinó elegible para la inclusión en el Registro Nacional de Lugares Históricos (NRHP) el 8 de octubre de 1982; sin embargo, no se incluye formalmente en el NRHP debido a los deseos del dueño de la propiedad.